# 丹生川村 (三重県)
丹生川村（にゅうがわむら）は三重県員弁郡にあった村。現在のいなべ市大安町の北部、三岐鉄道三岐線・丹生川駅の周辺にあたる。

## 地理
- 河川：員弁川、源太川、青川

## 歴史
- 1889年（明治22年）4月1日 - 町村制の施行により、片樋村、丹生川久下、丹生川中村、丹生川上村[注釈 1]の区域をもって発足。
- 1956年（昭和31年）9月30日 - 石榑村と合併して石加村が発足。同日丹生川村廃止。

## 交通

### 鉄道路線
- 三岐鉄道
  - 三岐線
    - 丹生川駅